# Deresse Mekonnen
Pour les articles homonymes, voir Mekonnen.
Deresse Mekonnen, né le 20 octobre 1987 à Sheno, est un athlète éthiopien spécialiste du 1 500 m.

## Carrière sportive
Il fait ses débuts sur la scène internationale lors des Championnats du monde d'athlétisme 2007 d'Osaka, terminant 11e de sa série du 1 500 m. En début de saison 2008, Mekonnen remporte la médaille d'or des Championnats du monde en salle de Valence avec le temps de 3 min 38 s 23, devançant notamment le Kényan Daniel Komen et l'Espagnol Juan Carlos Higuero. Lors de cette finale il est d'abord disqualifié pour non-respect de son couloir mais la fédération éthiopienne fait appel et il est requalifié. Sélectionné dans l'équipe d'Ethiopie lors des Jeux olympiques d'été de 2008, il quitte la compétition prématurément après une sixième place obtenue en demi-finale.
En 2009, Deresse Mekonnen remporte l'épreuve du Mile du Meeting d'Oslo en 3 min 48 s 95. Le 23 août 2009, il se classe deuxième de la finale du 1 500 m des Championnats du monde de Berlin en 3 min 36 s 01, derrière le Bahreïnien Yusuf Saad Kamel.
Le 13 mars 2010, Mekonnen conserve son titre du 1 500 m lors des Championnats du monde en salle de Doha. Auteur de 3 min 41 s 86, il devance le Marocain Abdalaati Iguider et le Kényan Haron Keitany.

## Records personnels
- 1 500 m - 3 min 32 s 18 (2009)
- 1 500 m (en salle) - 3 min 35 s 51 (2008)

## Palmarès
| Date | Compétition                    | Lieu    | Résultat | Discipline | Performance   |
| ---- | ------------------------------ | ------- | -------- | ---------- | ------------- |
| 2008 | Championnats du monde en salle | Valence | 1er      | 1 500 m    | 3 min 38 s 23 |
| 2009 | Championnats du monde          | Berlin  | 2e       | 1 500 m    | 3 min 36 s 01 |
| 2010 | Championnats du monde en salle | Doha    | 1er      | 1 500 m    | 3 min 41 s 86 |